# Indigofera heterantha
Indigofera heterantha là một loài thực vật có hoa trong họ Đậu. Loài này được Brandis miêu tả khoa học đầu tiên.

## Hình ảnh

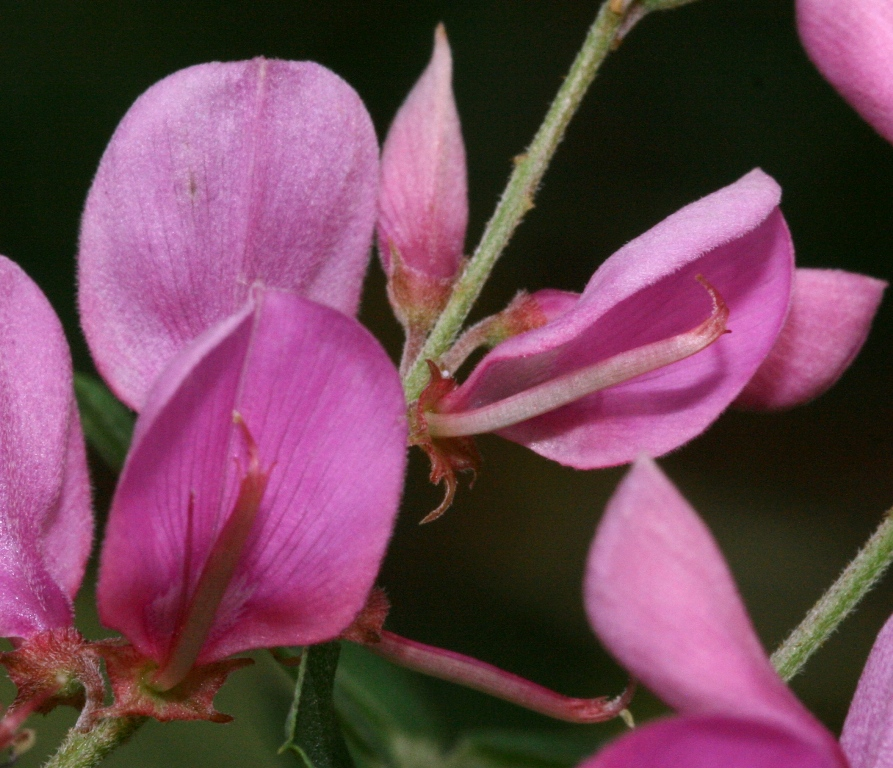
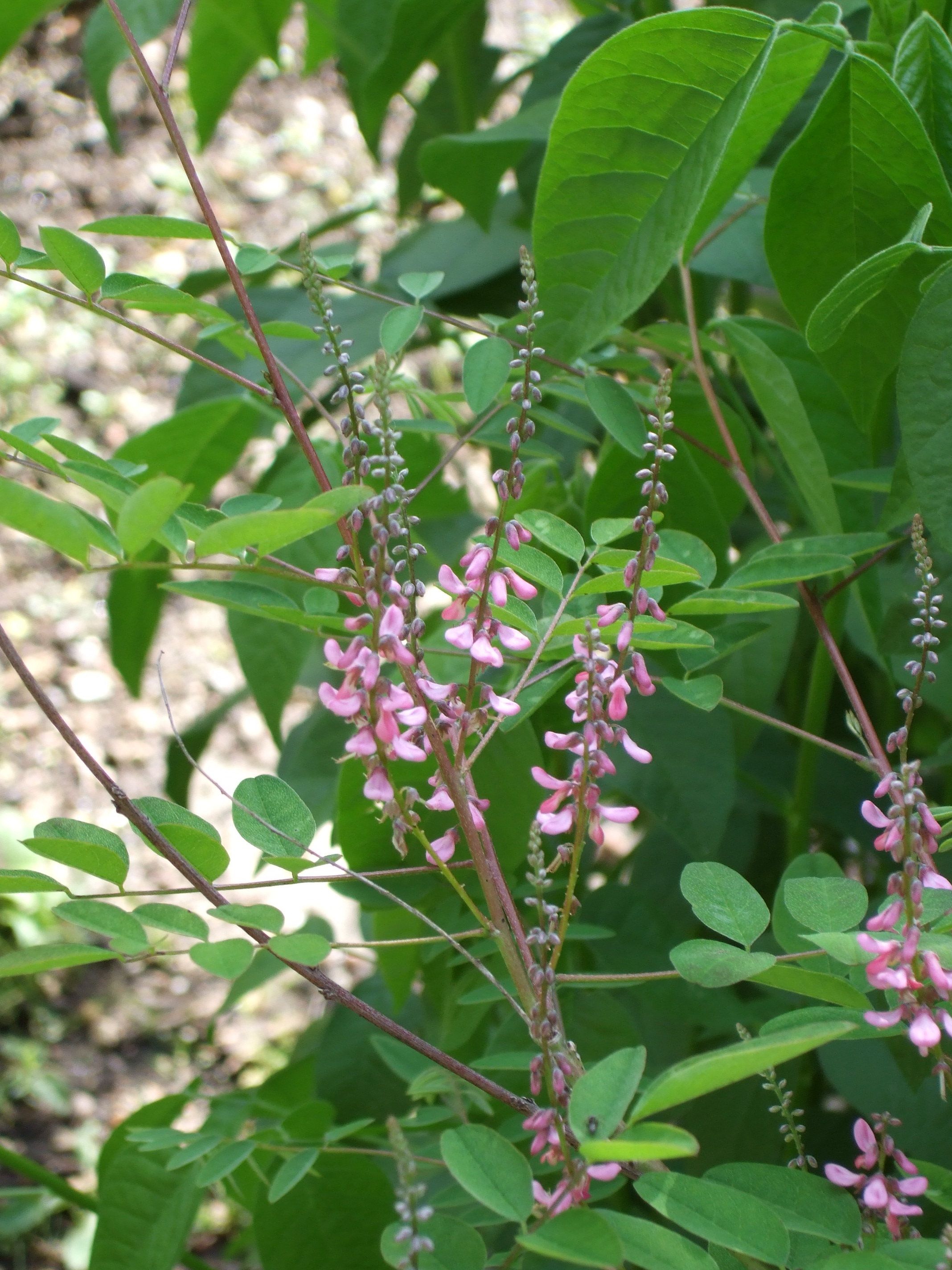
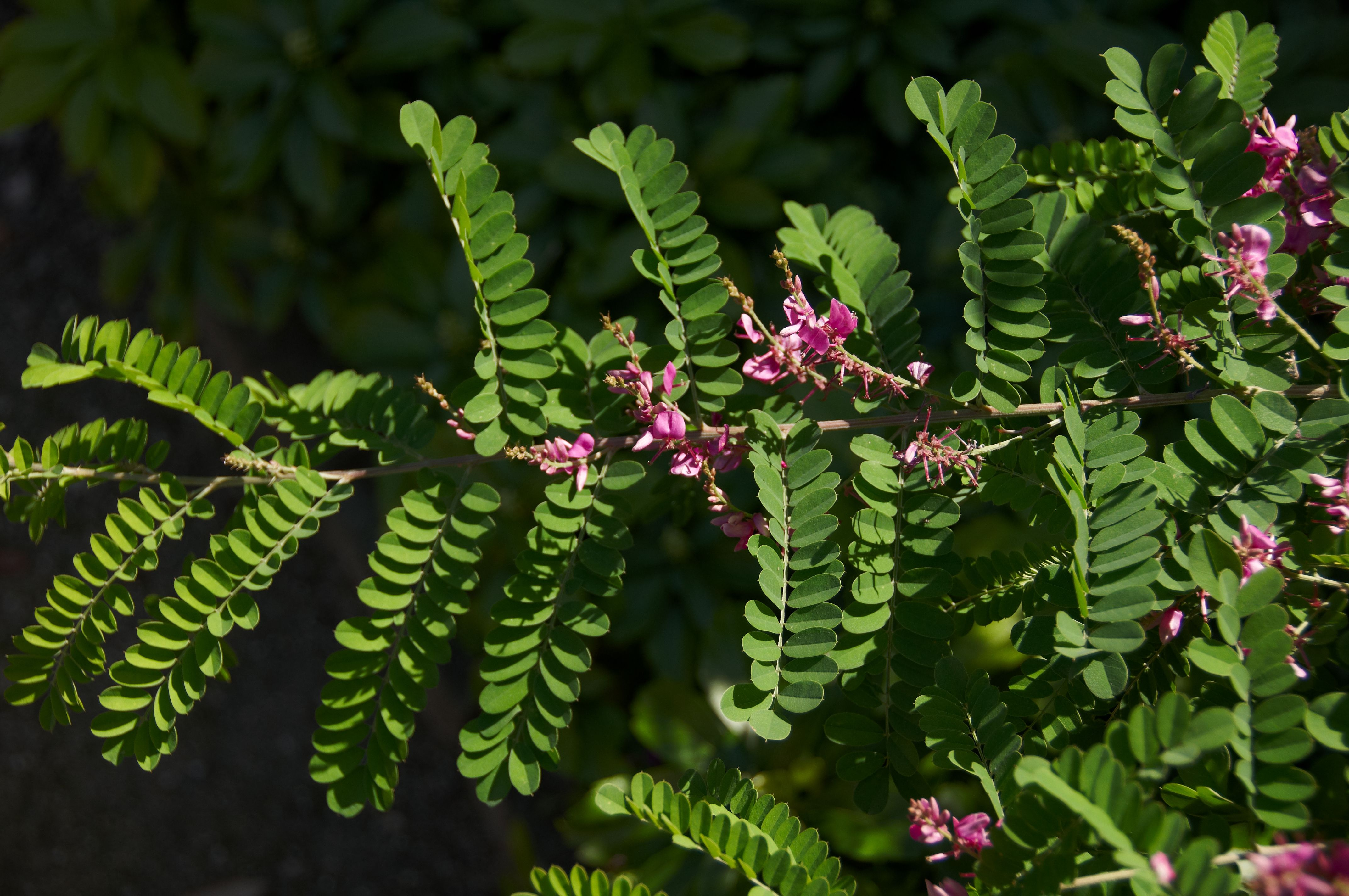
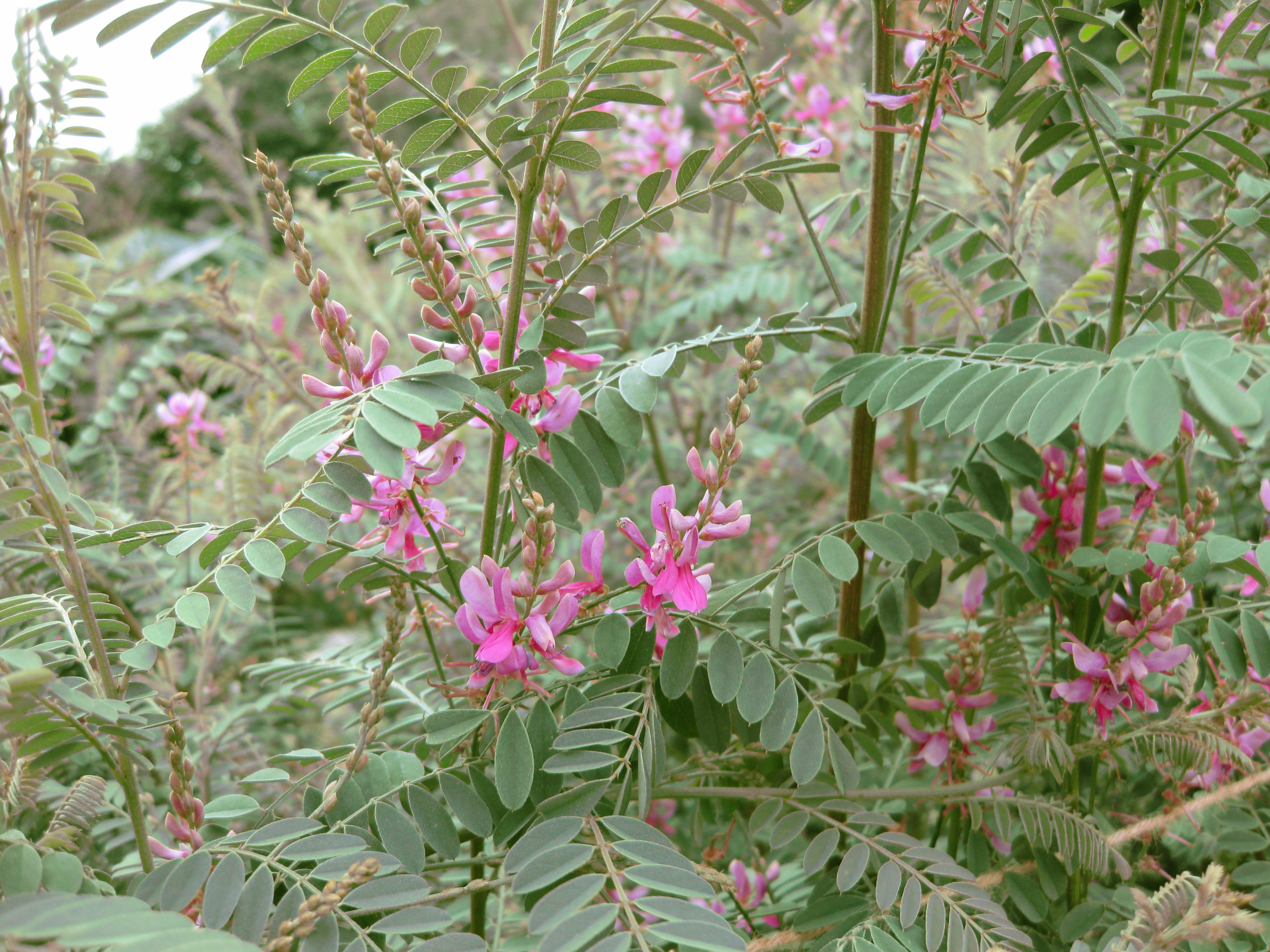